# خطوط طيران أوكاي
خطوط طيران أوكاي (بالصينية: 航空公司) (بينيين: Aòkǎi Hángkōng gōngsī) هي شركة خطوط جوية مقرها في داشينغ، بكين، جمهورية الصين الشعبية.
كان مقرها سابقًا في منطقة تيانزو الصناعية في شونيي، بكين، وقبل ذلك في فنغتاى، بكين.

## خلفية تاريخية
تقوم بتشغيل خدمات نقل الركاب وخدمات الشحن المخصصة. محورها الرئيسي هو مطار تيانجين الدولي، مطار شيان شيانيانغ الدولي والمقر الثانوي هو مطار تشانغشا هوانغوا الدولي. تم تعليق رحلات الطيران لمدة شهر واحد ابتداء من 15 ديسمبر 2008، بسبب نزاع بين الناقل ومساهميه.

## الأسطول الحالي
اعتبارًا من سبتمبر 2019، يتكون طيران أوكاي أسطول طائرات بوينج يتكون من الطائرات التالية:
| الطائرة                | في الخدمة | مطلوبة | الركاب     | ملاحظات                             |
| ---------------------- | --------- | ------ | ---------- | ----------------------------------- |
| بوينغ 737 الجيل القادم | 20        | —      | 177        |                                     |
| بوينغ 737 الجيل القادم | 6         | 2      | 200        |                                     |
| بوينغ 737 ماكس         | 2         | 5      | يعلن لاحقًا |                                     |
| بوينغ 737 ماكس         | —         | 8      | يعلن لاحقًا |                                     |
| بوينغ 787              | —         | 5      | يعلن لاحقًا |                                     |
| أسطول الشحن            |           |        |            |                                     |
| بوينغ 737 كلاسيك       | —         | 2      | شحن        | مستأجرة من مجموعة خدمات النقل الجوي |
| المجموع                | 28        | 23     |            |                                     |